# Kaple Na Studních (Sedlec)
Kaple Na Studních se sochou Krista je římskokatolická kaple v Sedlci. Je chráněna jako kulturní památka České republiky. Patří do farnosti Kutná Hora - Sedlec.
Kaple na půdorysu sedmiúhelníka je situována při staré silnici Sedlec-Kutná Hora. Má arkádovou trojosou předsíň, výrazný trojúhelný štít a sanktusovou vížku ve vrcholu. Byla postavena roku 1727 na místě starší kaple, z níž pochází socha spoutaného Krista v nice. Obnovena r. 1929.

## Bohoslužby
Pravidelné bohoslužby se v kapli nekonají.

## Galerie

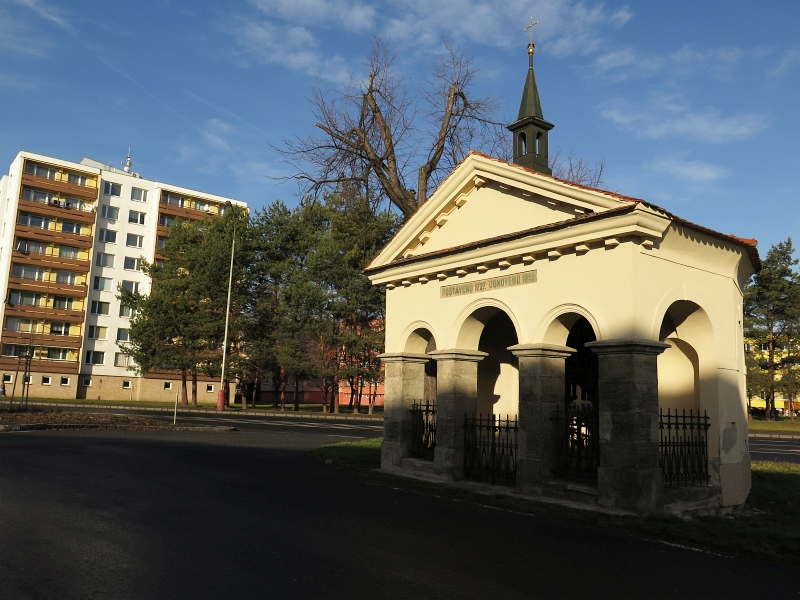
Kaple
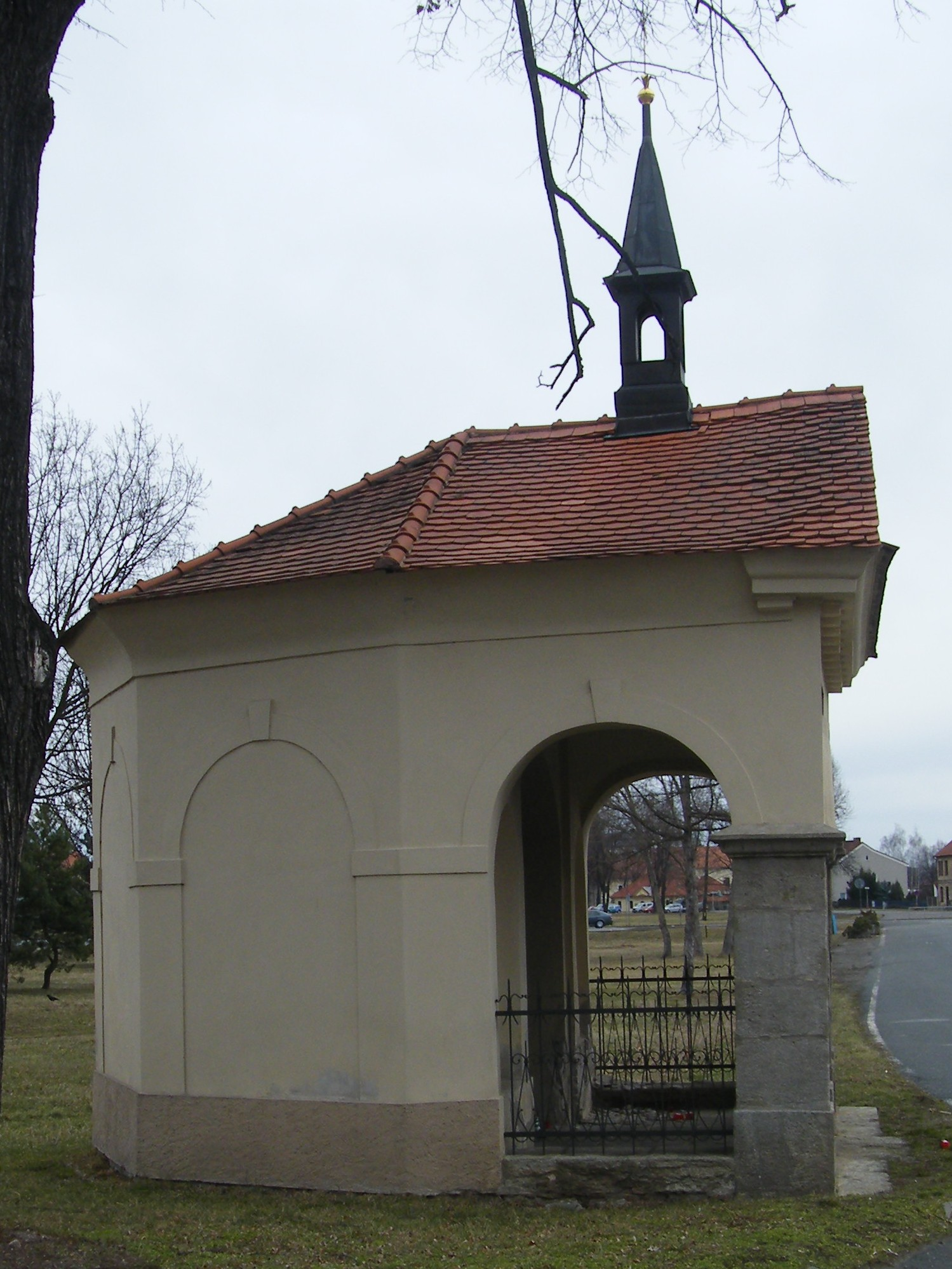
Kaple od Z
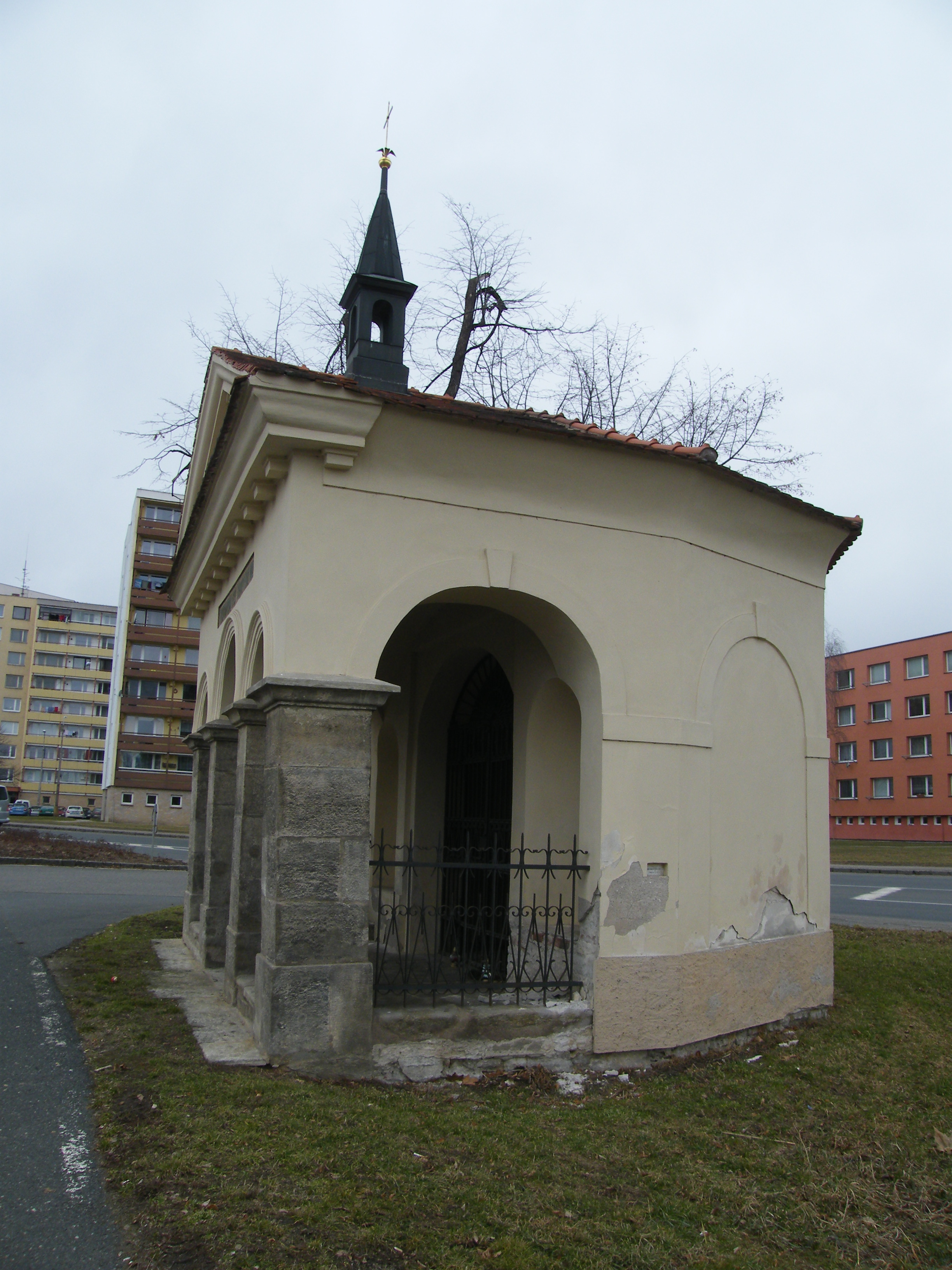
Kaple od V
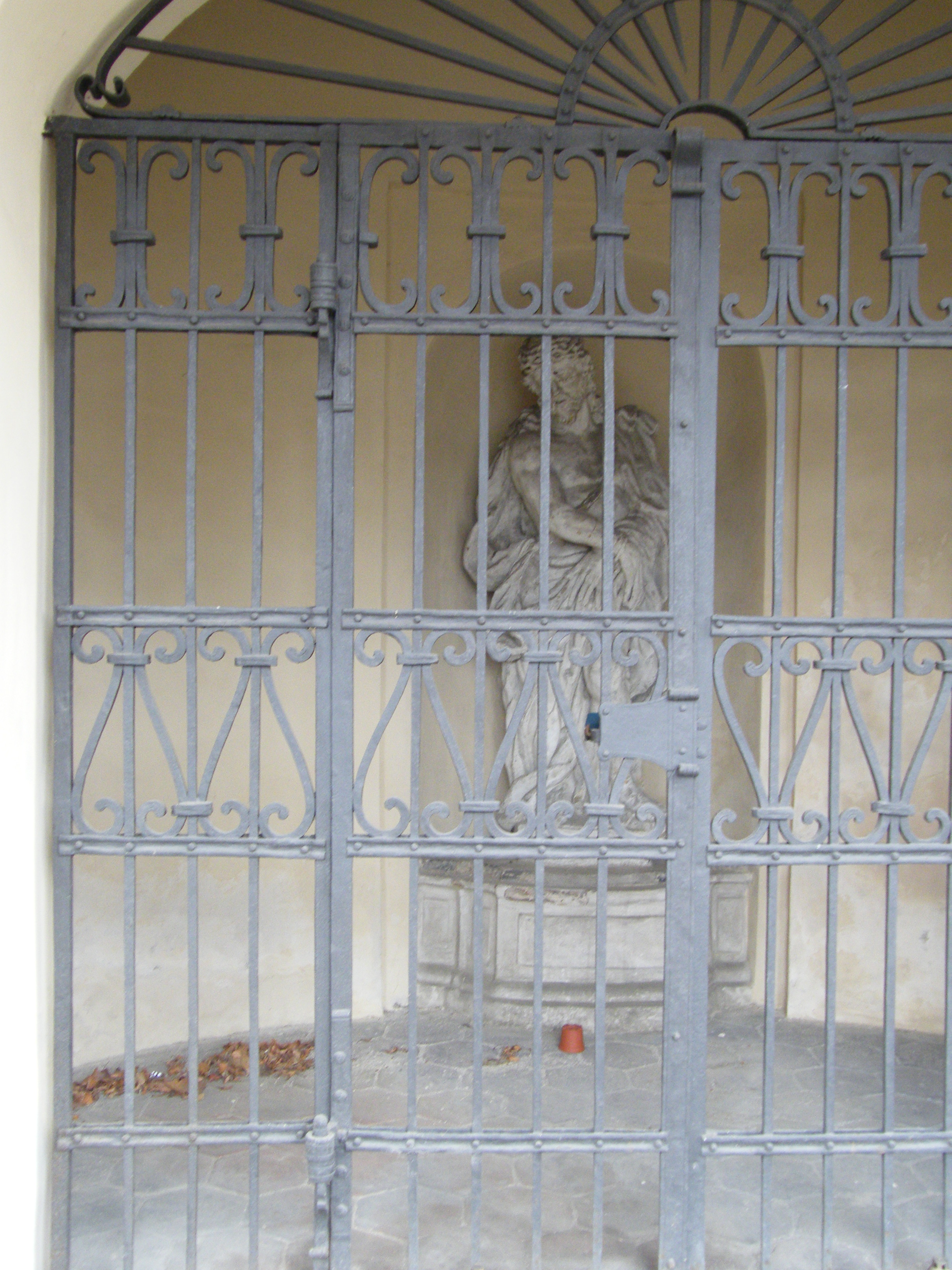
Nika se sochou Krista